# Ebenezer Addy
Ebenezer Addy (Ebenezer Charles Oko Addy; * 5. November 1940) ist ein Soziologe und ehemaliger ghanaischer Sprinter.
1964 erreichte er bei den Olympischen Spielen in Tokio in der 4-mal-100-Meter-Staffel das Halbfinale.
Bei den British Empire and Commonwealth Games 1966 in Kingston siegte er mit der ghanaischen 4-mal-110-Yards-Stafette und wurde über 100 Yards Achter, wobei er im Halbfinale mit 9,64 s seine persönliche Bestzeit aufstellte.
Addy war mit der Biochemikerin und ersten Professorin in Ghana, Marian Ewurama Addy, verheiratet, mit der er zwei Töchter bekam.